# Hoplolatilus randalli
Hoplolatilus randalli is een straalvinnige vissensoort uit de familie van de tegelvissen (Malacanthidae). De wetenschappelijke naam van de soort is voor het eerst geldig gepubliceerd in 2010 door Allen, Erdmann & Hamilton.